# Pixie McKenna
Bernadette Anne "Pixie" McKenna (Irlanda, 20 gennaio 1971) è un medico e conduttrice televisiva irlandese.
McKenna è conosciuta per il suo lavoro nella serie Malattie imbarazzanti di Channel 4 e nella serie Freaky Eaters della BBC Three.

## Istruzione e formazione
McKenna ha frequentato la scuola di medicina University College Cork in Irlanda laureandosi nel 1995.
Dopo la qualifica come medico di famiglia nel 1999, McKenna si trasferisce nel Regno Unito e pratica la professione per tre anni in Notting Hill, Londra.
Istituisce un ambulatorio di medicina in Irlanda, continuando la professione di Medico di famiglia generale ad Harley Street. Nel settore pubblico, opera da assistente clinico in salute sessuale e dermatologia per il Servizio Nazionale Sanitario e lavora in una serie di ospedali universitari di Londra.

## Carriera televisiva
Nel 2007 McKenna inizia ad apparire su Freaky Eaters, un programma che aiuta le persone a superare disturbi alimentari. Quello stesso anno inizia a co-presentare Malattie imbarazzanti, un programma che mette in evidenza condizioni "imbarazzanti" che le persone sono riluttanti a discutere con i loro medici. Questo ha portato McKenna, in numerose occasioni, su Today FM nel programma The Ray D'Arcy Show discutendo le varie malattie imbarazzanti degli ascoltatori.
Nel dicembre del 2010, McKenna è stata una concorrente del programma della BBC Celebrity Mastermind finendo in ultima posizione.